# Stavební deník
Stavební deník je písemný záznam o průběhu prací na prováděné stavbě. Deník obsahuje originální listy a zpravidla dvě kopie. Má číslované stránky a nesmí v něm být vynechána volná místa. Stavební deník lze vést také elektronicky, pokud všichni zúčastnění mají elektronický podpis.

## Odpovídající právní normy
- Zákon č. 283/2021 Sb., o územním plánování a stavebním řádu (Stavební zákon)

Povinnost vést stavební deník je stanovena § 166 zákona č. 183/2006 Sb. (Stavební zákon).
Prováděcí vyhlášky
- Vyhláška č. 499/2006 Sb., o dokumentaci staveb
- Vyhláška č. 62/2013 Sb., kterou se mění vyhláška č. 499/2006 Sb., o dokumentaci staveb

Náležitosti a způsob vedení deníku stanovuje vyhláška č. 499/2006 Sb. ve znění vyhlášky č. 62/2013 Sb. v příloze č. 16.

## Zákonná ustanovení

### Způsob vedení deníku
Stavební deník musí být veden na stavbách vyžadujících stavební povolení nebo ohlášení stavebnímu úřadu. U některých ohlašovaných staveb určených zákonem postačí namísto stavebního deníku vést jednoduchý záznam o stavbě. Stavební deník je povinen vést zhotovitel stavby, u stavby prováděné svépomocí vede deník stavebník.
Záznamy o postupu prací a jejich souvislostech se zapisují tentýž den, nejpozději následující den, ve kterém se na stavbě pracuje. Záznamy u technicky jednoduchých staveb mohou být, po předchozím souhlasu stavebního úřadu, prováděny jedenkrát za období pracovního týdne.
Deník je veden ode dne předání a převzetí staveniště až do dne, kdy se odstraní vady a nedodělky zjištěné při závěrečné kontrolní prohlídce stavby. Musí být oprávněným osobám kdykoli přístupný k provedení zápisu.

### Osoby oprávněné k zápisu do deníku
- Stavebník
- Stavbyvedoucí
- Osoba vykonávající stavební dozor nebo stavbyvedoucího na stavbě prováděné svépomocí
- Osoba provádějící kontrolní prohlídku stavby
- Osoba odpovídající za provádění vybraných zeměměřičských prací
- Osoba vykonávající technický dozor stavebníka, pokud je na stavbě zřízen
- Osoba vykonávající autorský dozor, pokud je na stavbě zřízen
- Koordinátor bezpečnosti a ochrany zdraví při práci, pokud je na stavbě zřízen
- Autorizovaný inspektor na té stavbě, pro kterou vydal certifikát
- Osoby oprávněné plnit úkoly správního dozoru

### Náležitosti deníku
Identifikační údaje
- Název stavby
- Místo stavby
- Identifikační údaje
  - každého zhotovitele
  - stavebníka (investora)
  - projektanta
  - poddodavatelů
- Jméno a příjmení stavbyvedoucího

Stavbyvedoucí musí své oprávnění k odbornému vedení stavby (autorizaci) prokázat otiskem autorizačního razítka a podpisem
- Jména a příjmení osob oprávněných k provádění záznamů do deníku (dle § 157 Stavebního zákona)
- Údaje o projektové a ostatní technické dokumentaci
- Seznam nebo odkazy na dokumenty a doklady ke stavbě
- Údaje o změnách zhotovitelů nebo stavbyvedoucích

Denní záznamy ve stavebním deníku
Pravidelné denní záznamy obsahují
- Jména a příjmení osob pracujících na staveništi
- Klimatické podmínky na staveništi
- Popis a množství provedených prací a montáží
- Dodávky materiálů, výrobků a zařízení pro stavbu, způsob jejich uskladnění, případně zabudování
- Nasazení mechanizačních prostředků

Další záznamy v stavebním deníku musí zachycovat všechny důležité okolnosti týkající se stavby, zejména časový postup prací na stavbě, odchylky od dokumentace schválené stavebním úřadem ve stavebním řízení.

### Uchovávání stavebního deníku
Stavební deník musí zhotovitel po ukončení stavby předat stavebníkovi.
Stavební deník je povinen uchovávat vlastník stavby po dobu 10 let od vydání kolaudačního souhlasu, popřípadě od dokončení stavby, pokud se kolaudační souhlas nevyžaduje. Bez ohledu na to, zda se jedná o tištěnou verzi či elektronický stavební deník, je nutné dodržovat stejnou dobu archivace. Je důležité dbát na to, aby byl stavební deník správně uložen a také chráněn během celého archivačního období a aby byl v případě potřeby vždy dostupný. Pokud není stavební deník řádně archivován nebo je ztracen, může to být považováno za porušení povinností podle stavebního zákona, což může mít závažné důsledky. Stavební úřady mají v takových případech právo uložit pokutu, jejíž výše může dosáhnout až 500 tisíc korun.

### Elektronická forma stavebního deníku
V případě, že všechny zúčastněné osoby jsou vlastníky elektronického podpisu, lze stavební deník vést elektronickou formou.
Kromě elektronického podpisu, který je potřeba provádět pomocí kvalifikovaného certifikátu (jiná forma podpisu je dle zákona nepřípustná), je také potřeba dodržet další zákonné podmínky jako dostupnost deníku všem oprávněným osobám, návazné číslování stran, otisk razítka autorizované osoby.
Na trhu se dnes nabízí řada aplikací, avšak ne všechny tyto zákonné podmínky splňují.  